# Murillo-Berroya
Murillo-Berroya (en euskera: Murillo Berroia), oficialmente Murillo Berroya / Murillo Berroia, es un lugar español del municipio de Romanzado, perteneciente a la Comunidad Foral de Navarra.

## Toponimia
El lugar se conoce en euskera como Murillo Berroia.

## Historia
Hacia mediados del siglo XIX, el lugar, ya por entonces perteneciente a Romanzado, tenía contabilizada una población de 70 habitantes. Aparece descrito en el undécimo volumen del Diccionario geográfico-estadístico-histórico de España y sus posesiones de Ultramar de Pascual Madoz con las siguientes palabras:

MURILLO BEDOYA: l. del ayunt. y valle de Romanzado, en la prov. y c. g. de Navarra, part. jud. de Aoiz (3 leg.), aud. terr. y dióc. de Pamplona (7). sit. en llano entre 2 alturas. clima frio; le combaten los vientos N. y S. y se padecen inflamaciones y catarros. Tiene 10 casas, escuela de primera educacion para ambos séxos, frecuentada por 20 ó 25 alumnos, y dotada con 1,000 rs., igl. parr. de entrada con la advocacion de San Vicente, servida por un beneficiado de provision de los vec., cementerio contiguo á la misma, y una ermita (Sta. Catalina): los hab. se surten de las aguas de una fuente y un arroyo. El térm. se estiende una leg. de N. á S., y 3/4 de E. á O., y confina N. Berroya; E. Napal; S. Arbonies, y O. Ripodas; dentro de su circunferencia un soto con algunos árboles, y yerbas de pastos. El terreno es secano y escabroso, pero fértil; le atraviesa el r. Arieta ó Elcoaz, que despues de correr y fertilizar su superficie, va á confundirse con el Irati. caminos: los locales, en mal estado. El correo se recibe de Lumbier. prod.: trigo, avena, cebada, vino, visaltos yeros y patatas: cria de ganado vacuno y lanar; caza de perdices y liebres: pesca de madrillas y truchas. ind.: ademas de la agricultura y gandería, hay un molino harinero en buen estado. pobl., 10 vec., 70 alm. riqueza: con el valle. (V.)
(Madoz, 1848, p. 761)

En 2023, la entidad colectiva de población tenía empadronados 8 habitantes; la entidad singular de población, 3, y el núcleo de población también 3.

## Patrimonio

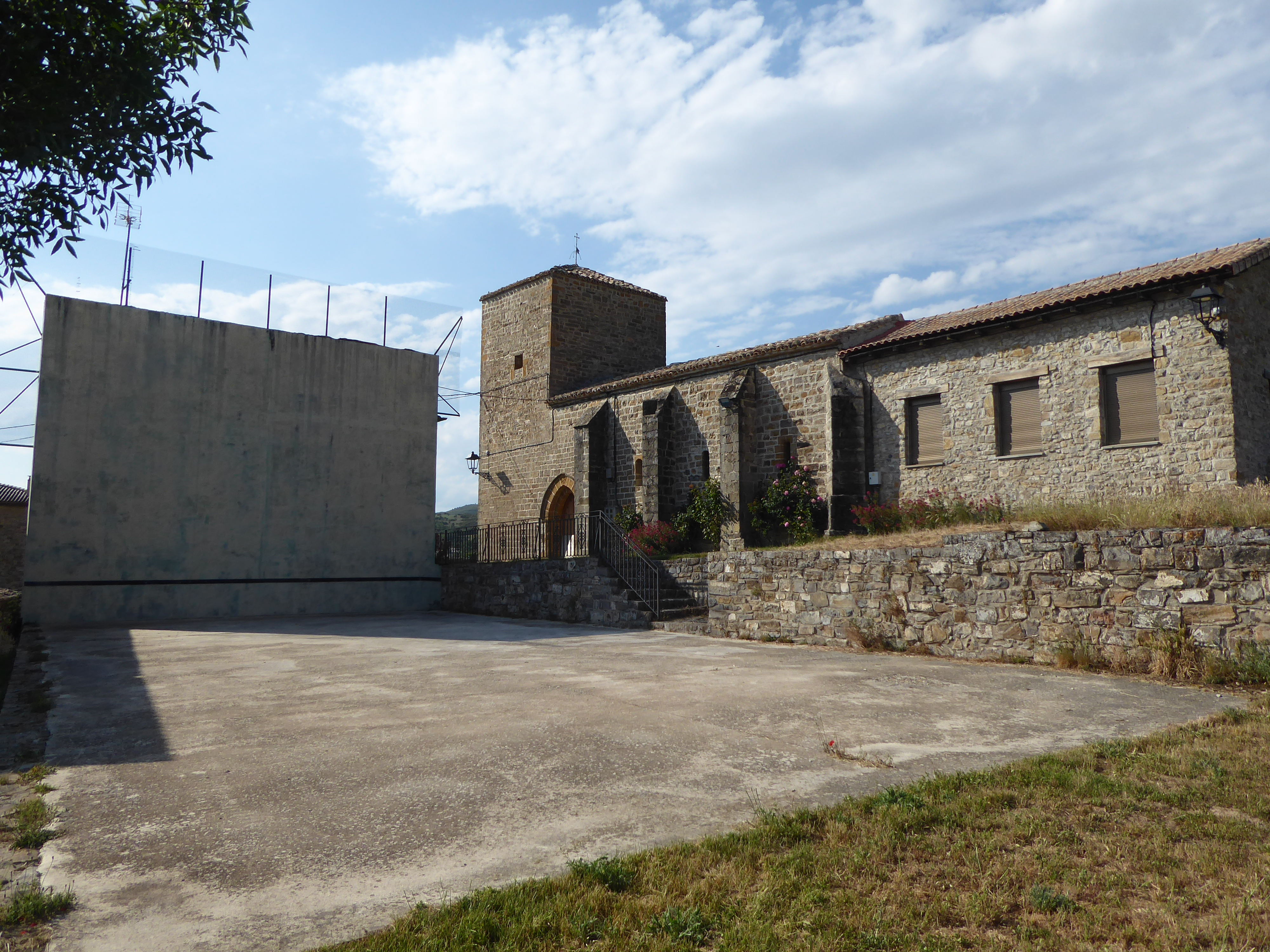
La iglesia de San Vicente

Hay en el lugar una iglesia de San Vicente.